# Ratjetoe, de rugratsfilm
Ratjetoe, de rugratsfilm (originele titel; The Rugrats Movie) is een Amerikaanse animatiefilm uit 1998 onder regie van Norton Virgien en Igor Kovaljov. In 2000 verscheen er een vervolg onder de titel Ratjetoe in Parijs (originele titel: Rugrats in Paris: The Movie) waarop in 2003 Ratjetoe en de Thornberrys: Bij de beesten af (originele titel: Rugrats Go Wild) volgde.

## Stemmen
| Acteur              | Personage                                              |
| ------------------- | ------------------------------------------------------ |
| David Spade         | Ranger Frank                                           |
| Whoopi Goldberg     | Ranger Margaret                                        |
| Elizabeth Daily     | Tommy Pickles                                          |
| Christine Cavanaugh | Chuckie Finster                                        |
| Kath Soucie         | Phillip DeVille / Lillian DeVille / Betty DeVille      |
| Tara Strong         | Dylan Pickles                                          |
| Cheryl Chase        | Angelica Pickles                                       |
| Melanie Chartoff    | Minka / Didi Pickles                                   |
| Jack Riley          | Stuart 'Stu' Pickles                                   |
| Joe Alaskey         | Opa Lou Pickles                                        |
| Michael Bell        | Charles 'Chaz' Finster, Sr. / Drew Pickles / Opa Boris |
| Tim Curry           | Rex Pester                                             |
| Busta Rhymes        | Reptar Wagon                                           |
| Margaret Cho        | Lt. Klavin                                             |